# Michael Dauzenberg
Michael Dauzenberg (* 1828 in Schleiden; † 1898 in Linnich) war ein deutscher Orgelbauer.
Er lernte seit 1843 in der Werkstatt von Wilhelm Korfmacher in Linnich und übernahm diese nach dessen Tod im Jahre 1862.

## Werke (Auswahl)
| Jahr | Ort                     | Gebäude                         | Bild | Manuale | Register | Bemerkungen |
| ---- | ----------------------- | ------------------------------- | ---- | ------- | -------- | --- |
| 1860 | Rurdorf                 | St. Pankratius                  |      | II/P    | 26       | Mechanische Schleifladen |
| 1862 | Köln-Mülheim            | Liebfrauenkirche                |      | II/P    | 39       | Mechanische Schleifladen |
| 1865 | Boslar                  | St. Gereon                      |      | II/P    | 22       | Mechanische Schleifladen |
| 1866 | Büsbach                 | St. Hubertus                    |      | II/P    | 26       | 1884 vom Turm ins Schiff umgesetzt; nicht erhalten                                                                                |
| 1867 | Berzdorf                | Kirche Zur schmerzhaften Mutter |      |         |          | |
| 1873 | Rurich                  | Pfarrkirche Herz Jesu           |      | II/P    | 21       | Mechanische Schleifladen |
| 1876 | Fliesteden              | St. Simeon                      |      | II/P    | 26       | Mechanische Schleifladen |
| 1877 | Müntz                   | St. Peter                       |      |         |          | Überarbeitung der Orgel von 1843                                                                                                  |
| 1879 | Heimbach (Eifel)        | St. Clemens                     |      | II/P    | 22       | vollständig erhaltene Pfeifensubstanz, Schleifladen und mechanische Traktur, neugotisches Eichenholzgehäuse, originaler Blasebalg |
| 1881 | Kraudorf                | St. Gertrud                     |      | II/P    | 15       | Mechanische Schleifladen |
| 1885 | Köln-Immendorf          | St. Servatius                   |      | II/P    | 15       | 1905 ersetzt |
| 1887 | Linnich                 | St. Martinus                    |      | II/P    | 26       | 1955 ersetzt |
| 1887 | Hahn (Aachen)           | St. Maria Schmerzhafte Mutter   |      | II/P    | 16       | |
| 1892 | Holzweiler              | Kirche                          |      | II/P    | 21       | Mechanische Kegelladen |
| 1899 | Herzogenrath-Berensberg | St. Matthias                    |      | II/P    | 12       | Pneumatische Kegelladen |